# Wolfram Kuschke

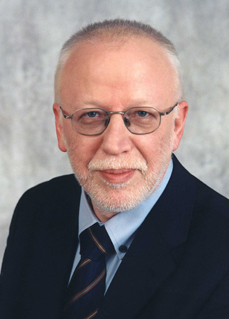
Wolfram Kuschke

Wolfram Ehrhardt Kuschke (* 9. April 1950 in Menden) ist ein deutscher Politiker der SPD. Er war von 1998 bis 2002 Regierungspräsident des Regierungsbezirks Arnsberg sowie von 2002 bis 2004 Minister im Geschäftsbereich des Ministerpräsidenten und von 2004 bis 2005 Minister für Bundes-, Europaangelegenheiten und Medien des Landes Nordrhein-Westfalen.

## Leben
Kuschke studierte Neuere und Mittlere Geschichte sowie Politikwissenschaft an der Westfälischen Wilhelms-Universität in Münster. Von 1977 bis 1978 war Kuschke als freier Mitarbeiter in der Erwachsenenbildung und von 1979 bis 1981 als Pädagogischer Mitarbeiter in Bielefeld tätig. Von 1981 bis 1983 war er als wissenschaftlicher Mitarbeiter an der Ruhr-Universität Bochum beschäftigt, wo sich von 1983 bis 1985 eine Tätigkeit als Lehrbeauftragter anschloss. 
Wolfram Kuschke ist seit 1972 Mitglied der SPD. Von 1985 bis 1993 fungierte Kuschke als stellvertretender Vorsitzender des SPD-Unterbezirks Unna sowie von 1990 bis 1996 als Mitglied des SPD-Bezirksvorstands Westliches Westfalen. Seit 1992 ist er Vorsitzender des SPD-Stadtverbands Lünen sowie seit 1996 Mitglied des SPD-Landesvorstands.
Kuschke wurde 1985 erstmals für die SPD in den Landtag Nordrhein-Westfalen gewählt. Dort übernahm er 1987 den Vorsitz der Kommission „Mensch und Technik“. Von 1990 bis 1998 war Kuschke als sozialpolitischer Sprecher der SPD-Landtagsfraktion tätig.

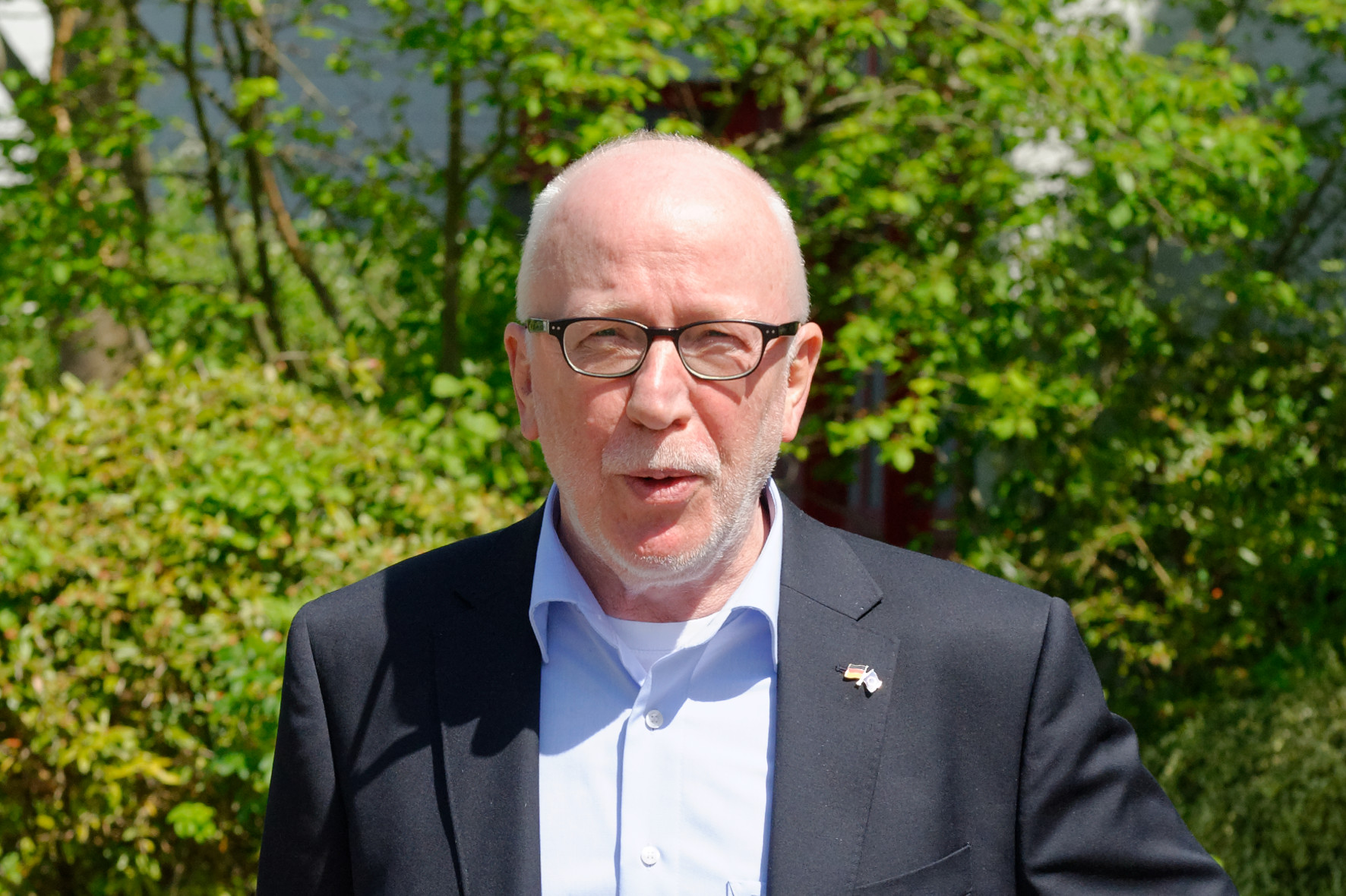
Wolfram Kuschke 2015

1998 wurde Wolfram Kuschke zum Regierungspräsidenten des Regierungsbezirks Arnsberg ernannt. Am 12. November 2002 wurde er als Minister im Geschäftsbereich des Ministerpräsidenten und Chef der Staatskanzlei ins Kabinett von Ministerpräsident Peer Steinbrück berufen. Am 15. Oktober 2004 wechselte Kuschke das Ressort und amtierte fortan als Minister für Bundes-, Europaangelegenheiten und Medien sowie als Bevollmächtigter des Landes Nordrhein-Westfalen beim Bund. Aus diesem Amt schied Kuschke infolge der von SPD und Bündnis 90/Die Grünen verlorenen Landtagswahl im Juni 2005 aus. Seitdem nahm Kuschke sein neu gewonnenes Landtagsmandat wahr, das er bei der besagten Landtagswahl per Direktwahl mit 43,5 % der Stimmen im Wahlkreis 115 (Unna I) erhalten hatte und 2010 verteidigen konnte. Ab September 2010 war er Vorsitzender des Haupt- und Medienausschusses des Landtags. Zur vorgezogenen Neuwahl 2012 trat Kuschke nicht mehr an und schied infolgedessen aus dem NRW-Landtag aus.
Wolfram Kuschke ist Schirmherr der Festspiele Balver Höhle. Er ist Landesvorsitzender der Europa-Union Nordrhein-Westfalen und Mitglied des Stiftungs-Beirats des Europa-Hauses Marienberg.
Wolfram Kuschke lebt in Lünen.

## Ehrungen

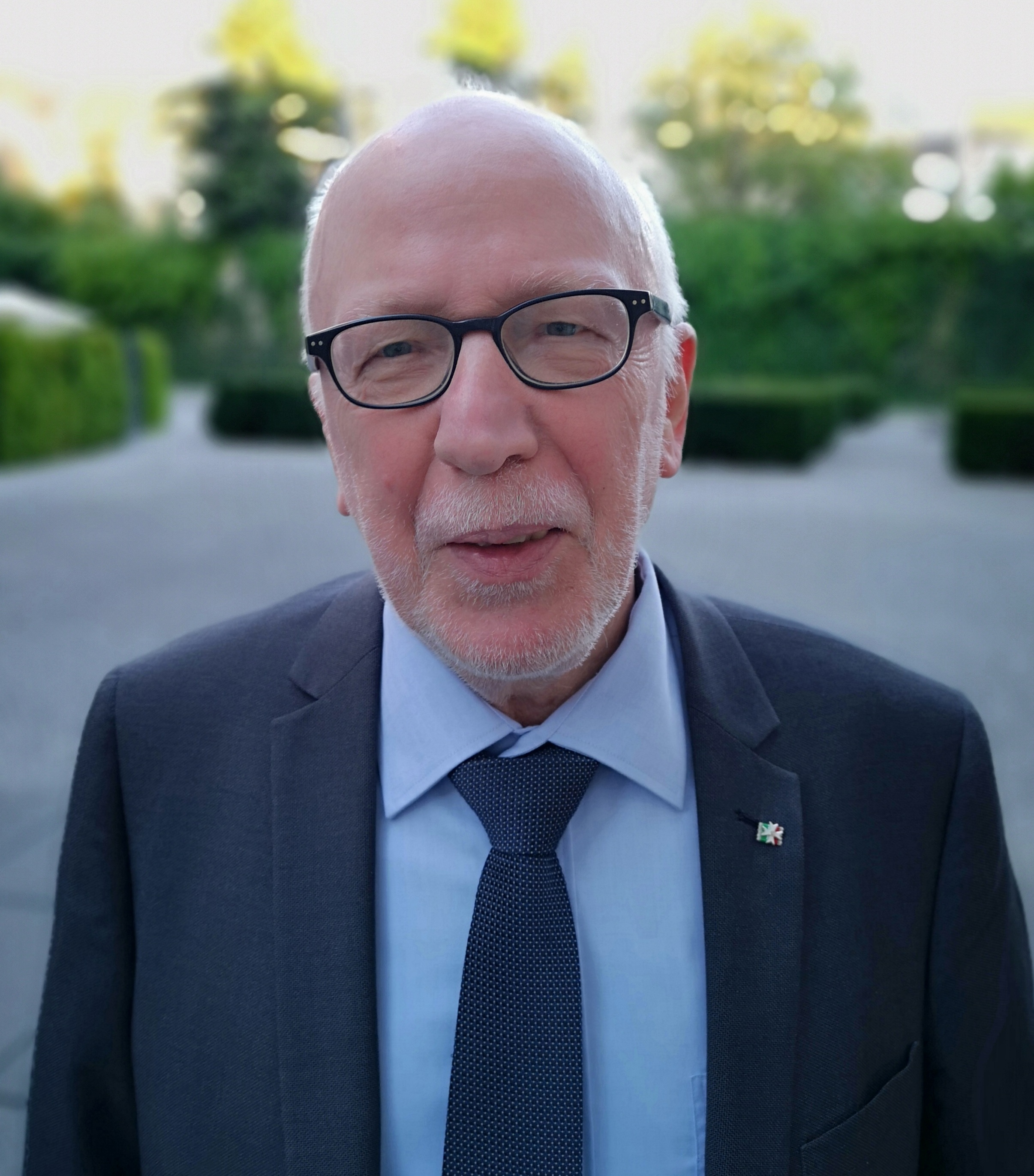
Wolfram Kuschke (2018) mit dem Verdienstorden des Landes Nordrhein-Westfalen

- 2010: Verdienstkreuz 1. Klasse der Bundesrepublik Deutschland[1]
- 2018: Verdienstorden des Landes Nordrhein-Westfalen